# Championnat du monde masculin de handball 2001
Navigation
Égypte 1999 Portugal 2003
La 17e édition du Championnat du monde masculin de handball s'est déroulé du 23 janvier au 4 février 2001 en France.
Sur son sol, la France remporte son deuxième titre en battant en finale après prolongation la Suède. La république fédérale de Yougoslavie complète le podium après sa victoire face à l'Égypte⁣⁣ qui avait précédemment éliminé la Russie, championne olympique moins de quatre mois plus tôt.

## Présentation

### Qualifications
Les règles de qualification pour ce Championnat du monde sont :
- 1 place pour le pays organisateur,
- 1 place pour le tenant du titre,
- 12 places pour l'Afrique, pour les Amériques, pour l'Asie et pour l'Europe (3 places pour chaque continent),
- 9 places attribuées aux différents continents en fonction de leur classement (places 1 à 9) au Championnat du monde précédent,
- 1 place pour l'Océanie.

En conséquence du classement final du championnat du monde 1999, l'attribution des 9 places supplémentaires est la suivante :
- Afrique : 1 place supplémentaire (grâce à la 7e place de l'Égypte),
- Amériques :  1 place supplémentaire (grâce à la 8e place de Cuba),
- Asie : aucune place supplémentaire,
- Europe: 7 places supplémentaires,
- Océanie : aucune place supplémentaire.

Dès lors, la distribution des 24 équipes qualifiées est la suivante :
| Continent         | Place(s) | Moyen de qualification        | Date                   | Nations qualifiées                                               |
| ----------------- | -------- | ----------------------------- | ---------------------- | ---------------------------------------------------------------- |
| —                 | 1        | Organisateur                  | ?                      | France                                                           |
| —                 | 1        | Championnat du monde 1999     | 1er-15 juin 1999       | Suède                                                            |
| Europe (EHF)      | 4        | Championnat d'Europe 2000     | 21-30 janvier 2000     | Russie, Espagne, Slovénie et Croatie                             |
| Europe (EHF)      | 6        | Qualifications européennes,   | 5 janvier-11 juin 2000 | Allemagne, Islande, Norvège, Portugal, Ukraine et RF Yougoslavie |
| Afrique (CAHB)    | 4        | Championnat d'Afrique 2000    | 22 avril-1er mai 2000  | Égypte, Algérie, Tunisie et Maroc                                |
| Amériques (PATHF) | 4        | Championnat panaméricain 2000 | 23-28 mai 2000         | Argentine, Brésil, États-Unis et Groenland                       |
| Asie (AHF)        | 3        | Tournoi de qualification      | 12-16 août 2000        | Corée du Sud, Koweït et Arabie saoudite                          |
| Océanie (OHF)     | 1 0      | Championnat d'Océanie         | —                      | aucun                                                            |
| —                 | 1        | Repêchage (Wild-card)         | ?                      | Rép. tchèque                                                     |

1. ↑  Au Championnat d'Europe 2000, le vainqueur (la Suède) et le quatrième (la France) étant déjà qualifiés pour ce Championnat du monde, les deux dernières places qualificatives sont attribuées au cinquième (Slovénie) et au sixième (Croatie).
2. ↑  Cuba, finaliste du Championnat panaméricain, a déclaré forfait[4] à cause de dissensions internes : la plupart des joueurs évoluant dans le championnat hongrois ont décidé en juin 2000 de boycotter la sélection qui a déjà été contrainte déclaré forfait pour le tournoi de Bercy[5]. Cuba a officiellement déclaré forfait en novembre 2000[6]
3. 1 2  Le Championnat d'Océanie n'a pas été disputé en 2000 et donc aucune équipe océanienne n'est qualifiée pour ce championnat du monde et la République tchèque, éliminée lors des qualifications européennes, est repêchée[8].

### Formule
Les 24 équipes qualifiées sont réparties en 4 poules de 6 équipes :
- Groupe A :  Égypte,  Portugal,  Islande,  Maroc,  Rép. tchèque,  Suède.
- Groupe B :  France,  Algérie,  Koweït,  Brésil,  RF Yougoslavie,  Argentine.
- Groupe C :  Espagne,  Allemagne,  Croatie,  États-Unis,  Corée du Sud,  Groenland.
- Groupe D :  Arabie saoudite,  Slovénie,  Russie,  Norvège,  Tunisie,  Ukraine.

À l'issue de ce tour préliminaire, les 4 premières équipes sont qualifiées pour la phase finale organisée sous forme de matchs à élimination directe : huitièmes de finale, quarts de finale, demi-finales et finale. Des matchs de classement sont joués pour départager les équipes classées de la 3e à la 8e place.

### Lieux de compétition
| Dunkerque                                                                            | Paris                                                                                      | Paris                                                                                      | Amnéville         |
| ------------------------------------------------------------------------------------ | ------------------------------------------------------------------------------------------ | ------------------------------------------------------------------------------------------ | ----------------- |
| Salle Dewerdt                                                                        | Palais omnisports de Paris-Bercy                                                           | Palais omnisports de Paris-Bercy                                                           | Galaxie           |
| Capacité : 2 400                                                                     | Capacité : 13 500                                                                          | Capacité : 13 500                                                                          | Capacité : 6 000  |
|                                                                                      |                                                                                            |                                                                                            |                   |
| Nantes                                                                               | \| Albertville Amnéville Besançon Dunkerque Marseille Montpellier Nantes Paris Toulouse \| | \| Albertville Amnéville Besançon Dunkerque Marseille Montpellier Nantes Paris Toulouse \| | Besançon          |
| Palais des sports de Beaulieu                                                        | \| Albertville Amnéville Besançon Dunkerque Marseille Montpellier Nantes Paris Toulouse \| | \| Albertville Amnéville Besançon Dunkerque Marseille Montpellier Nantes Paris Toulouse \| | Palais des sports |
| Capacité : 4 600                                                                     | \| Albertville Amnéville Besançon Dunkerque Marseille Montpellier Nantes Paris Toulouse \| | \| Albertville Amnéville Besançon Dunkerque Marseille Montpellier Nantes Paris Toulouse \| | Capacité : 6 000  |
|                                                                                      | \| Albertville Amnéville Besançon Dunkerque Marseille Montpellier Nantes Paris Toulouse \| | \| Albertville Amnéville Besançon Dunkerque Marseille Montpellier Nantes Paris Toulouse \| |                   |
|                                                                                      | \| Albertville Amnéville Besançon Dunkerque Marseille Montpellier Nantes Paris Toulouse \| | \| Albertville Amnéville Besançon Dunkerque Marseille Montpellier Nantes Paris Toulouse \| | Albertville       |
| Halle olympique                                                                      | \| Albertville Amnéville Besançon Dunkerque Marseille Montpellier Nantes Paris Toulouse \| | \| Albertville Amnéville Besançon Dunkerque Marseille Montpellier Nantes Paris Toulouse \| |                   |
| Capacité : 5 700                                                                     | \| Albertville Amnéville Besançon Dunkerque Marseille Montpellier Nantes Paris Toulouse \| | \| Albertville Amnéville Besançon Dunkerque Marseille Montpellier Nantes Paris Toulouse \| |                   |
|                                                                                      | \| Albertville Amnéville Besançon Dunkerque Marseille Montpellier Nantes Paris Toulouse \| | \| Albertville Amnéville Besançon Dunkerque Marseille Montpellier Nantes Paris Toulouse \| |                   |
| Toulouse                                                                             | Montpellier                                                                                | Montpellier                                                                                | Marseille         |
| Palais des sports                                                                    | Palais des sports René-Bougnol                                                             | Palais des sports René-Bougnol                                                             | Palais des sports |
| Capacité : 5 000                                                                     | Capacité : 3 000                                                                           | Capacité : 3 000                                                                           | Capacité : 5 600  |
|                                                                                      |                                                                                            |                                                                                            |                   |
| Albertville Amnéville Besançon Dunkerque Marseille Montpellier Nantes Paris Toulouse |                                                                                            |                                                                                            |                   |

## Phase de groupes
Les quatre premiers de chaque groupe se qualifient pour les huitièmes de finale.

### Groupe A àMontpellier
|   | Équipe       | Pts | J | G | N | P | Bp  | Bc  | Diff | Dép |
| - | ------------ | --- | - | - | - | - | --- | --- | ---- | --- |
| 1 | Suède        | 10  | 5 | 5 | 0 | 0 | 147 | 112 | 35   | /   |
| 2 | Égypte       | 7   | 5 | 3 | 1 | 1 | 124 | 115 | 9    | /   |
| 3 | Islande      | 5   | 5 | 2 | 1 | 2 | 125 | 119 | 6    | /   |
| 4 | Portugal     | 4   | 5 | 2 | 0 | 3 | 122 | 122 | 0    | +10 |
| 5 | Rép. tchèque | 4   | 5 | 1 | 2 | 2 | 136 | 136 | 0    | -10 |
| 6 | Maroc        | 0   | 5 | 0 | 0 | 5 | 112 | 162 | -50  | /   |

| 23 janvier 2001 14h30 | Égypte | 28–19 | Maroc | Palais des sports René-Bougnol, Montpellier Affluence : 3 000 Arbitrage : Josić, Rudić |
| 23 janvier 2001 14h30 | (14–6) |       |       | Palais des sports René-Bougnol, Montpellier Affluence : 3 000 Arbitrage : Josić, Rudić |

| 23 janvier 2001 18h30 | Portugal | 29–19 | Rép. tchèque | Palais des sports René-Bougnol, Montpellier Arbitrage : Lemme, Ullrich |
| 23 janvier 2001 18h30 | (14–10)  |       |              | Palais des sports René-Bougnol, Montpellier Arbitrage : Lemme, Ullrich |

| 23 janvier 2001 20h30 | Suède  | 24–21 | Islande | Palais des sports René-Bougnol, Montpellier Arbitrage : Boye, Jensen |
| 23 janvier 2001 20h30 | (13–9) |       |         | Palais des sports René-Bougnol, Montpellier Arbitrage : Boye, Jensen |

| 24 janvier 2001 16h30 | Rép. tchèque | 26–26 | Égypte | Palais des sports René-Bougnol, Montpellier Affluence : 1 000 Arbitrage : Breto, Huelin |
| 24 janvier 2001 16h30 | (16–14)      |       |        | Palais des sports René-Bougnol, Montpellier Affluence : 1 000 Arbitrage : Breto, Huelin |

| 24 janvier 2001 18h30 | Islande | 22–19 | Portugal | Palais des sports René-Bougnol, Montpellier Affluence : 2 000 Arbitrage : Josić, Rudić |
| 24 janvier 2001 18h30 | (10–11) |       |          | Palais des sports René-Bougnol, Montpellier Affluence : 2 000 Arbitrage : Josić, Rudić |

| 24 janvier 2001 20h30 | Maroc   | 21–33 | Suède | Palais des sports René-Bougnol, Montpellier Affluence : 1 000 Arbitrage : Lemme, Ullrich |
| 24 janvier 2001 20h30 | (11–21) |       |       | Palais des sports René-Bougnol, Montpellier Affluence : 1 000 Arbitrage : Lemme, Ullrich |

| 25 janvier 2001 16h30 | Égypte | 23–19 | Portugal | Palais des sports René-Bougnol, Montpellier Affluence : 2 500 Arbitrage : Boye, Jensen |
| 25 janvier 2001 16h30 | (9–10) |       |          | Palais des sports René-Bougnol, Montpellier Affluence : 2 500 Arbitrage : Boye, Jensen |

| 25 janvier 2001 18h30 | Maroc   | 23–31 | Islande | Palais des sports René-Bougnol, Montpellier Affluence : 1 000 Arbitrage : Breto, Huelin |
| 25 janvier 2001 18h30 | (13–16) |       |         | Palais des sports René-Bougnol, Montpellier Affluence : 1 000 Arbitrage : Breto, Huelin |

| 25 janvier 2001 20h30 | Suède   | 29–22 | Rép. tchèque | Palais des sports René-Bougnol, Montpellier Affluence : 2 500 Arbitrage : Josić, Rudić |
| 25 janvier 2001 20h30 | (15–10) |       |              | Palais des sports René-Bougnol, Montpellier Affluence : 2 500 Arbitrage : Josić, Rudić |

| 27 janvier 2001 14h00 | Rép. tchèque | 40–23 | Maroc | Palais des sports René-Bougnol, Montpellier Affluence : 3 000 Arbitrage : Boye Jensen |
| 27 janvier 2001 14h00 | (22–9)       |       |       | Palais des sports René-Bougnol, Montpellier Affluence : 3 000 Arbitrage : Boye Jensen |

| 27 janvier 2001 16h00 | Portugal | 25–32 | Suède | Palais des sports René-Bougnol, Montpellier Affluence : 2 500 Arbitrage : Lemme, Ullrich |
| 27 janvier 2001 16h00 | (12–16)  |       |       | Palais des sports René-Bougnol, Montpellier Affluence : 2 500 Arbitrage : Lemme, Ullrich |

| 27 janvier 2001 18h00 | Égypte | 24–22 | Islande | Palais des sports René-Bougnol, Montpellier Affluence : 2 500 Arbitrage : Breto, Huelin |
| 27 janvier 2001 18h00 | (12–7) |       |         | Palais des sports René-Bougnol, Montpellier Affluence : 2 500 Arbitrage : Breto, Huelin |

| 28 janvier 2001 14h00 | Portugal | 30–26 | Maroc | Palais des sports René-Bougnol, Montpellier Affluence : 3 000 Arbitrage : Breto, Huelin |
| 28 janvier 2001 14h00 | (11–13)  |       |       | Palais des sports René-Bougnol, Montpellier Affluence : 3 000 Arbitrage : Breto, Huelin |

| 28 janvier 2001 16h00 | Islande | 29–29 | Rép. tchèque | Palais des sports René-Bougnol, Montpellier Affluence : 3 000 Arbitrage : Lemme, Ullrich |
| 28 janvier 2001 16h00 | (15–12) |       |              | Palais des sports René-Bougnol, Montpellier Affluence : 3 000 Arbitrage : Lemme, Ullrich |

| 28 janvier 2001 18h00 | Suède  | 29–23 | Égypte | Palais des sports René-Bougnol, Montpellier Affluence : 3 000 Arbitrage : Josić, Rudić |
| 28 janvier 2001 18h00 | (14–7) |       |        | Palais des sports René-Bougnol, Montpellier Affluence : 3 000 Arbitrage : Josić, Rudić |

### Groupe B àNantes
|   | Équipe         | Pts | J | G | N | P | Bp  | Bc  | Diff | Dép |
| - | -------------- | --- | - | - | - | - | --- | --- | ---- | --- |
| 1 | France         | 10  | 5 | 5 | 0 | 0 | 132 | 85  | 47   | /   |
| 2 | RF Yougoslavie | 8   | 5 | 4 | 0 | 1 | 146 | 89  | 57   | /   |
| 3 | Algérie        | 5   | 5 | 2 | 1 | 2 | 107 | 102 | 5    | +5  |
| 4 | Argentine      | 5   | 5 | 2 | 1 | 2 | 94  | 118 | -24  | -24 |
| 5 | Brésil         | 2   | 5 | 1 | 0 | 4 | 108 | 124 | -16  | /   |
| 6 | Koweït         | 0   | 5 | 0 | 0 | 5 | 76  | 145 | -69  | /   |

| 23 janvier 2001 14h00 | Argentine | 22–16 | Koweït | Palais des sports de Beaulieu, Nantes Affluence : 5 000 Arbitrage : Vakula, Liudovyk |
| 23 janvier 2001 14h00 | (14–9)    |       |        | Palais des sports de Beaulieu, Nantes Affluence : 5 000 Arbitrage : Vakula, Liudovyk |

| 23 janvier 2001 18h00 | France            | 23–13  | Algérie        | Palais des sports de Beaulieu, Nantes Affluence : 4 400 Arbitrage : Øie, Hogsnes |
| 23 janvier 2001 18h00 | Abati, B. Gille 5 | (10–4) | Tahar Labane 6 | Palais des sports de Beaulieu, Nantes Affluence : 4 400 Arbitrage : Øie, Hogsnes |
| 23 janvier 2001 18h00 | Handzone          |        |                | Palais des sports de Beaulieu, Nantes Affluence : 4 400 Arbitrage : Øie, Hogsnes |

| 23 janvier 2001 20h00 | RF Yougoslavie | 31–23 | Brésil | Palais des sports de Beaulieu, Nantes Affluence : 5 000 Arbitrage : Al-Janahe, Rasheed |
| 23 janvier 2001 20h00 | (15–12)        |       |        | Palais des sports de Beaulieu, Nantes Affluence : 5 000 Arbitrage : Al-Janahe, Rasheed |

| 24 janvier 2001 16h00 | Brésil | 19–20 | Argentine | Palais des sports de Beaulieu, Nantes Affluence : 5 000 Arbitrage : Øie, Hogsnes |
| 24 janvier 2001 16h00 | (10–8) |       |           | Palais des sports de Beaulieu, Nantes Affluence : 5 000 Arbitrage : Øie, Hogsnes |

| 24 janvier 2001 18h00 | France             | 30–14  | Koweït    | Palais des sports de Beaulieu, Nantes Arbitrage : Rosskamp, Rothkranz |
| 24 janvier 2001 18h00 | Stéphane Plantin 6 | (14–8) | Alazimi 4 | Palais des sports de Beaulieu, Nantes Arbitrage : Rosskamp, Rothkranz |
| 24 janvier 2001 18h00 | Handzone           |        |           | Palais des sports de Beaulieu, Nantes Arbitrage : Rosskamp, Rothkranz |

| 24 janvier 2001 20h00 | Algérie | 20–23 | RF Yougoslavie | Palais des sports de Beaulieu, Nantes Affluence : 5 000 Arbitrage : Vakula, Liudovyk |
| 24 janvier 2001 20h00 | (7–14)  |       |                | Palais des sports de Beaulieu, Nantes Affluence : 5 000 Arbitrage : Vakula, Liudovyk |

| 25 janvier 2001 16h00 | Koweït | 13–26 | Algérie | Palais des sports de Beaulieu, Nantes Affluence : 4 010 Arbitrage : Øie, Hogsnes |
| 25 janvier 2001 16h00 | (3–13) |       |         | Palais des sports de Beaulieu, Nantes Affluence : 4 010 Arbitrage : Øie, Hogsnes |

| 25 janvier 2001 18h00 | France       | 29–19   | Brésil        | Palais des sports de Beaulieu, Nantes Affluence : 5 000 Arbitrage : Al-Janahe, Rasheed |
| 25 janvier 2001 18h00 | Joël Abati 7 | (14–10) | Bruno Souza 7 | Palais des sports de Beaulieu, Nantes Affluence : 5 000 Arbitrage : Al-Janahe, Rasheed |
| 25 janvier 2001 18h00 | Handzone     |         |               | Palais des sports de Beaulieu, Nantes Affluence : 5 000 Arbitrage : Al-Janahe, Rasheed |

| 25 janvier 2001 20h00 | Argentine | 10–32 | RF Yougoslavie | Palais des sports de Beaulieu, Nantes Affluence : 5 000 Arbitrage : Rosskamp, Rothkranz |
| 25 janvier 2001 20h00 | (2–15)    |       |                | Palais des sports de Beaulieu, Nantes Affluence : 5 000 Arbitrage : Rosskamp, Rothkranz |

| 27 janvier 2001 14h00 | Argentine | 23–23 | Algérie | Palais des sports de Beaulieu, Nantes Affluence : 5 000 Arbitrage : Vakula, Liudovyk |
| 27 janvier 2001 14h00 | (8–11)    |       |         | Palais des sports de Beaulieu, Nantes Affluence : 5 000 Arbitrage : Vakula, Liudovyk |

| 27 janvier 2001 16h00 | Brésil | 27–19 | Koweït | Palais des sports de Beaulieu, Nantes Affluence : 5 000 Arbitrage : Rosskamp, Rothkranz |
| 27 janvier 2001 16h00 | (15–7) |       |        | Palais des sports de Beaulieu, Nantes Affluence : 5 000 Arbitrage : Rosskamp, Rothkranz |

| 27 janvier 2001 18h00 | France            | 22–20  | RF Yougoslavie         | Palais des sports de Beaulieu, Nantes Affluence : 5 000 Arbitrage : Øie, Hogsnes |
| 27 janvier 2001 18h00 | Olivier Girault 5 | (13-8) | Žikica Milosavljević 5 | Palais des sports de Beaulieu, Nantes Affluence : 5 000 Arbitrage : Øie, Hogsnes |
| 27 janvier 2001 18h00 | Handzone          |        |                        | Palais des sports de Beaulieu, Nantes Affluence : 5 000 Arbitrage : Øie, Hogsnes |

| 28 janvier 2001 14h00 | Algérie | 25–20 | Brésil | Palais des sports de Beaulieu, Nantes Affluence : 4 000 Arbitrage : Vakula, Liudovyk |
| 28 janvier 2001 14h00 | (11–8)  |       |        | Palais des sports de Beaulieu, Nantes Affluence : 4 000 Arbitrage : Vakula, Liudovyk |

| 28 janvier 2001 16h00 | RF Yougoslavie | 40–14 | Koweït | Palais des sports de Beaulieu, Nantes Affluence : 5 000 Arbitrage : Al-Janahe, Rasheed |
| 28 janvier 2001 16h00 | (21–6)         |       |        | Palais des sports de Beaulieu, Nantes Affluence : 5 000 Arbitrage : Al-Janahe, Rasheed |

| 28 janvier 2001 18h00 | France         | 28–19   | Argentine   | Palais des sports de Beaulieu, Nantes Affluence : 5 000 Arbitrage : Vakula, Liudovyk |
| 28 janvier 2001 18h00 | Abati, Cazal 6 | (14–11) | Eric Gull 8 | Palais des sports de Beaulieu, Nantes Affluence : 5 000 Arbitrage : Vakula, Liudovyk |
| 28 janvier 2001 18h00 | Handzone       |         |             | Palais des sports de Beaulieu, Nantes Affluence : 5 000 Arbitrage : Vakula, Liudovyk |

### Groupe C àBesançon
|   | Équipe       | Pts | J | G | N | P | Bp  | Bc  | Diff | Dép |
| - | ------------ | --- | - | - | - | - | --- | --- | ---- | --- |
| 1 | Espagne      | 8   | 5 | 4 | 0 | 1 | 160 | 105 | 55   | /   |
| 2 | Allemagne    | 7   | 5 | 3 | 1 | 1 | 157 | 100 | 57   | +57 |
| 3 | Croatie      | 7   | 5 | 3 | 1 | 1 | 154 | 115 | 39   | +39 |
| 4 | Corée du Sud | 6   | 5 | 3 | 0 | 2 | 145 | 132 | 13   | /   |
| 5 | Groenland    | 2   | 5 | 1 | 0 | 4 | 85  | 140 | -55  | /   |
| 6 | États-Unis   | 0   | 5 | 0 | 0 | 5 | 80  | 189 | -109 | /   |

| 23 janvier 2001 14h30 | Croatie | 25–15 | Groenland | Palais des sports, Besançon Affluence : 3 000 Arbitrage : Nachevski, Nachevski |
| 23 janvier 2001 14h30 | (12–6)  |       |           | Palais des sports, Besançon Affluence : 3 000 Arbitrage : Nachevski, Nachevski |

| 23 janvier 2001 18h30 | Allemagne | 40–12 | États-Unis | Palais des sports, Besançon Affluence : 3 000 Arbitrage : Mbengue, Sèye |
| 23 janvier 2001 18h30 | (19–6)    |       |            | Palais des sports, Besançon Affluence : 3 000 Arbitrage : Mbengue, Sèye |

| 23 janvier 2001 20h30 | Espagne | 26–17 | Corée du Sud | Palais des sports, Besançon Affluence : 3 000 Arbitrage : Hansson, Olsson |
| 23 janvier 2001 20h30 | (13–9)  |       |              | Palais des sports, Besançon Affluence : 3 000 Arbitrage : Hansson, Olsson |

| 24 janvier 2001 16h30 | Groenland | 16–31 | Espagne | Palais des sports, Besançon Affluence : 2 500 Arbitrage : Mbengue, Sèye |
| 24 janvier 2001 16h30 | (10–17)   |       |         | Palais des sports, Besançon Affluence : 2 500 Arbitrage : Mbengue, Sèye |

| 24 janvier 2001 18h30 | États-Unis | 12–41 | Croatie | Palais des sports, Besançon Affluence : 2 800 Arbitrage : Hussain, Haider |
| 24 janvier 2001 18h30 | (5–21)     |       |         | Palais des sports, Besançon Affluence : 2 800 Arbitrage : Hussain, Haider |

| 24 janvier 2001 20h30 | Corée du Sud | 26–33 | Allemagne | Palais des sports, Besançon Affluence : 3 000 Arbitrage : Nachevski, Nachevski |
| 24 janvier 2001 20h30 | (14–16)      |       |           | Palais des sports, Besançon Affluence : 3 000 Arbitrage : Nachevski, Nachevski |

| 25 janvier 2001 16h30 | Espagne | 45–18 | États-Unis | Palais des sports, Besançon Affluence : 2 000 Arbitrage : Hussain, Haider |
| 25 janvier 2001 16h30 | (19–10) |       |            | Palais des sports, Besançon Affluence : 2 000 Arbitrage : Hussain, Haider |

| 25 janvier 2001 18h30 | Groenland | 20–27 | Corée du Sud | Palais des sports, Besançon Affluence : 3 000 Arbitrage : Nachevski, Nachevski |
| 25 janvier 2001 18h30 | (10–11)   |       |              | Palais des sports, Besançon Affluence : 3 000 Arbitrage : Nachevski, Nachevski |

| 25 janvier 2001 20h30 | Croatie | 23–23 | Allemagne | Palais des sports, Besançon Affluence : 3 200 Arbitrage : Hansson, Olsson |
| 25 janvier 2001 20h30 | (12–13) |       |           | Palais des sports, Besançon Affluence : 3 200 Arbitrage : Hansson, Olsson |

| 27 janvier 2001 14h00 | États-Unis | 18–26 | Groenland | Palais des sports, Besançon Affluence : 2 500 Arbitrage : Hansson, Olsson |
| 27 janvier 2001 14h00 | (8–11)     |       |           | Palais des sports, Besançon Affluence : 2 500 Arbitrage : Hansson, Olsson |

| 27 janvier 2001 16h00 | Allemagne | 22–31 | Espagne | Palais des sports, Besançon Affluence : 3 200 Arbitrage : Nachevski, Nachevski |
| 27 janvier 2001 16h00 | (11–15)   |       |         | Palais des sports, Besançon Affluence : 3 200 Arbitrage : Nachevski, Nachevski |

| 27 janvier 2001 18h00 | Croatie | 33–38   | Corée du Sud       | Palais des sports, Besançon Affluence : 3 000 Arbitrage : Hussain, Haider |
| 27 janvier 2001 18h00 |         | (18–16) | Yoon Kyung-shin 17 | Palais des sports, Besançon Affluence : 3 000 Arbitrage : Hussain, Haider |

| 28 janvier 2001 14h00 | Allemagne | 39–8 | Groenland | Palais des sports, Besançon Affluence : 2 500 Arbitrage : Hussain, Haider |
| 28 janvier 2001 14h00 | (21–5)    |      |           | Palais des sports, Besançon Affluence : 2 500 Arbitrage : Hussain, Haider |

| 28 janvier 2001 16h00 | Corée du Sud | 37–20 | États-Unis | Palais des sports, Besançon Affluence : 3 000 Arbitrage : Mbengue, Sèye |
| 28 janvier 2001 16h00 | (17–9)       |       |            | Palais des sports, Besançon Affluence : 3 000 Arbitrage : Mbengue, Sèye |

| 28 janvier 2001 18h00 | Espagne | 27–32 | Croatie | Palais des sports, Besançon Affluence : 3 200 Arbitrage : Hansson, Olsson |
| 28 janvier 2001 18h00 | (9–16)  |       |         | Palais des sports, Besançon Affluence : 3 200 Arbitrage : Hansson, Olsson |

### Groupe D àDunkerque
|   | Équipe          | Pts | J | G | N | P | Bp  | Bc  | Diff | Dép |
| - | --------------- | --- | - | - | - | - | --- | --- | ---- | --- |
| 1 | Russie          | 9   | 5 | 4 | 1 | 0 | 140 | 120 | 20   | /   |
| 2 | Ukraine         | 6   | 5 | 3 | 0 | 2 | 134 | 115 | 19   | +6  |
| 3 | Tunisie         | 6   | 5 | 3 | 0 | 2 | 116 | 110 | 6    | -6  |
| 4 | Norvège         | 5   | 5 | 2 | 1 | 2 | 116 | 127 | -11  | /   |
| 5 | Slovénie        | 4   | 5 | 2 | 0 | 3 | 145 | 137 | 8    | /   |
| 6 | Arabie saoudite | 0   | 5 | 0 | 0 | 5 | 92  | 134 | -42  | /   |

| 23 janvier 2001 13h30 | Slovénie | 28–24 | Ukraine | Stades de Flandres, Dunkerque Affluence : 2 500 Arbitrage : Goulão, Macau |
| 23 janvier 2001 13h30 | (16–8)   |       |         | Stades de Flandres, Dunkerque Affluence : 2 500 Arbitrage : Goulão, Macau |

| 23 janvier 2001 17h30 | Russie  | 23–20 | Tunisie | Stades de Flandres, Dunkerque Affluence : 2 000 Arbitrage : Garcia, Moréno |
| 23 janvier 2001 17h30 | (13–13) |       |         | Stades de Flandres, Dunkerque Affluence : 2 000 Arbitrage : Garcia, Moréno |

| 23 janvier 2001 19h30 | Norvège | 20–14 | Arabie saoudite | Stades de Flandres, Dunkerque Affluence : 2 500 Arbitrage : Bord, Buy |
| 23 janvier 2001 19h30 | (9–8)   |       |                 | Stades de Flandres, Dunkerque Affluence : 2 500 Arbitrage : Bord, Buy |

| 24 janvier 2001 15h30 | Arabie saoudite | 22–35 | Slovénie | Stades de Flandres, Dunkerque Affluence : 1 700 Arbitrage : Garcia, Moréno |
| 24 janvier 2001 15h30 | (13–17)         |       |          | Stades de Flandres, Dunkerque Affluence : 1 700 Arbitrage : Garcia, Moréno |

| 24 janvier 2001 17h30 | Ukraine | 27–30 | Russie | Stades de Flandres, Dunkerque Affluence : 2 500 Arbitrage : Arnaldsson, Viðarsson |
| 24 janvier 2001 17h30 | (12–16) |       |        | Stades de Flandres, Dunkerque Affluence : 2 500 Arbitrage : Arnaldsson, Viðarsson |

| 24 janvier 2001 19h30 | Tunisie | 28–19 | Norvège | Stades de Flandres, Dunkerque Affluence : 2 500 Arbitrage : Goulão, Macau |
| 24 janvier 2001 19h30 | (17–6)  |       |         | Stades de Flandres, Dunkerque Affluence : 2 500 Arbitrage : Goulão, Macau |

| 25 janvier 2001 15h30 | Ukraine | 24–18 | Tunisie | Stades de Flandres, Dunkerque Affluence : 1 500 Arbitrage : Bord, Buy |
| 25 janvier 2001 15h30 | (10–11) |       |         | Stades de Flandres, Dunkerque Affluence : 1 500 Arbitrage : Bord, Buy |

| 25 janvier 2001 17h30 | Russie  | 29–18 | Arabie saoudite | Stades de Flandres, Dunkerque Affluence : 2 000 Arbitrage : Goulão, Macau |
| 25 janvier 2001 17h30 | (17–10) |       |                 | Stades de Flandres, Dunkerque Affluence : 2 000 Arbitrage : Goulão, Macau |

| 25 janvier 2001 19h30 | Slovénie | 29–30 | Norvège | Stades de Flandres, Dunkerque Affluence : 2 500 Arbitrage : Arnaldsson, Viðarsson |
| 25 janvier 2001 19h30 | (12–18)  |       |         | Stades de Flandres, Dunkerque Affluence : 2 500 Arbitrage : Arnaldsson, Viðarsson |

| 27 janvier 2001 14h00 | Arabie saoudite | 17–28 | Ukraine | Stades de Flandres, Dunkerque Affluence : 2 500 Arbitrage : Arnaldsson, Viðarsson |
| 27 janvier 2001 14h00 | (9–14)          |       |         | Stades de Flandres, Dunkerque Affluence : 2 500 Arbitrage : Arnaldsson, Viðarsson |

| 27 janvier 2001 16h00 | Norvège | 25–25 | Russie | Stades de Flandres, Dunkerque Affluence : 2 500 Arbitrage : Bord, Buy |
| 27 janvier 2001 16h00 | (9–12)  |       |        | Stades de Flandres, Dunkerque Affluence : 2 500 Arbitrage : Bord, Buy |

| 27 janvier 2001 18h00 | Slovénie | 23–28 | Tunisie | Stades de Flandres, Dunkerque Affluence : 2 400 Arbitrage : Garcia, Moréno |
| 27 janvier 2001 18h00 | (10–13)  |       |         | Stades de Flandres, Dunkerque Affluence : 2 400 Arbitrage : Garcia, Moréno |

| 28 janvier 2001 14h00 | Tunisie | 22–21 | Arabie saoudite | Stades de Flandres, Dunkerque Affluence : 2 500 Arbitrage : Arnaldsson, Viðarsson |
| 28 janvier 2001 14h00 | (11–10) |       |                 | Stades de Flandres, Dunkerque Affluence : 2 500 Arbitrage : Arnaldsson, Viðarsson |

| 28 janvier 2001 16h00 | Norvège | 22–31 | Ukraine | Stades de Flandres, Dunkerque Affluence : 2 500 Arbitrage : Garcia, Moréno |
| 28 janvier 2001 16h00 | (9–14)  |       |         | Stades de Flandres, Dunkerque Affluence : 2 500 Arbitrage : Garcia, Moréno |

| 28 janvier 2001 18h00 | Russie  | 33–30 | Slovénie | Stades de Flandres, Dunkerque Affluence : 2 500 Arbitrage : Goulão, Macau |
| 28 janvier 2001 18h00 | (15–15) |       |          | Stades de Flandres, Dunkerque Affluence : 2 500 Arbitrage : Goulão, Macau |

## Phase finale
|  | Huitièmes de finale          | Huitièmes de finale           |                |                        | Quarts de finale            | Quarts de finale            |    |  | Demi-finales          | Demi-finales          |  |  | Finale                | Finale                |
|  | Huitièmes de finale          | Huitièmes de finale           |                |                        | Quarts de finale            | Quarts de finale            |    |  | Demi-finales          | Demi-finales          |  |  | Finale                | Finale                |
|  |                              |                               |                |                        |                             |                             |    |  |                       |                       |  |  |                       |                       |
|  | 31 janvier 2001, Marseille   | 31 janvier 2001, Marseille    |                |                        | 1er février 2001, Marseille | 1er février 2001, Marseille |    |  | 3 février 2001, Paris | 3 février 2001, Paris |  |  | 4 février 2001, Paris | 4 février 2001, Paris |
|  | 31 janvier 2001, Marseille   | 31 janvier 2001, Marseille    |                |                        | 1er février 2001, Marseille | 1er février 2001, Marseille |    |  | 3 février 2001, Paris | 3 février 2001, Paris |  |  | 4 février 2001, Paris | 4 février 2001, Paris |
|  | Suède                        | 32                            |                |                        | 1er février 2001, Marseille | 1er février 2001, Marseille |    |  | 3 février 2001, Paris | 3 février 2001, Paris |  |  | 4 février 2001, Paris | 4 février 2001, Paris |
|  | Suède                        | 32                            |                |                        | 1er février 2001, Marseille | 1er février 2001, Marseille |    |  | 3 février 2001, Paris | 3 février 2001, Paris |  |  | 4 février 2001, Paris | 4 février 2001, Paris |
|  | Argentine                    | 23                            |                |                        | 1er février 2001, Marseille | 1er février 2001, Marseille |    |  | 3 février 2001, Paris | 3 février 2001, Paris |  |  | 4 février 2001, Paris | 4 février 2001, Paris |
|  | Argentine                    | 23                            | Suède          | 34                     |                             |                             |    |  | 3 février 2001, Paris | 3 février 2001, Paris |  |  | 4 février 2001, Paris | 4 février 2001, Paris |
|  | 31 janvier 2001, Marseille   |                               | Suède          | 34                     |                             |                             |    |  | 3 février 2001, Paris | 3 février 2001, Paris |  |  | 4 février 2001, Paris | 4 février 2001, Paris |
|  |                              | Ukraine                       | 20             |                        |                             |                             |    |  | 3 février 2001, Paris | 3 février 2001, Paris |  |  | 4 février 2001, Paris | 4 février 2001, Paris |
|  | Croatie                      | Ukraine                       | 20             | 34                     |                             |                             |    |  | 3 février 2001, Paris | 3 février 2001, Paris |  |  | 4 février 2001, Paris | 4 février 2001, Paris |
|  | Croatie                      | 1er février 2001, Toulouse    |                | 34                     |                             |                             |    |  | 3 février 2001, Paris | 3 février 2001, Paris |  |  | 4 février 2001, Paris | 4 février 2001, Paris |
|  | Ukraine                      | 37a2p                         |                |                        |                             |                             |    |  | 3 février 2001, Paris | 3 février 2001, Paris |  |  | 4 février 2001, Paris | 4 février 2001, Paris |
|  | Ukraine                      | 37a2p                         | Suède          | 25                     |                             |                             |    |  |                       |                       |  |  | 4 février 2001, Paris | 4 février 2001, Paris |
|  | 31 janvier 2001, Toulouse    |                               | Suède          | 25                     |                             |                             |    |  |                       |                       |  |  | 4 février 2001, Paris | 4 février 2001, Paris |
|  |                              | RF Yougoslavie                | 24             |                        |                             |                             |    |  |                       |                       |  |  | 4 février 2001, Paris | 4 février 2001, Paris |
|  | Espagne                      | RF Yougoslavie                | 24             | 28                     |                             |                             |    |  |                       |                       |  |  | 4 février 2001, Paris | 4 février 2001, Paris |
|  | Espagne                      | 3 février 2001, Paris         |                | 28                     |                             |                             |    |  |                       |                       |  |  | 4 février 2001, Paris | 4 février 2001, Paris |
|  | Norvège                      | 23                            |                |                        |                             |                             |    |  |                       |                       |  |  | 4 février 2001, Paris | 4 février 2001, Paris |
|  | Norvège                      | 23                            | Espagne        | 24                     |                             |                             |    |  |                       |                       |  |  | 4 février 2001, Paris | 4 février 2001, Paris |
|  | 31 janvier 2001, Toulouse    |                               | Espagne        | 24                     |                             |                             |    |  |                       |                       |  |  | 4 février 2001, Paris | 4 février 2001, Paris |
|  |                              | RF Yougoslavie                | 26             |                        |                             |                             |    |  |                       |                       |  |  | 4 février 2001, Paris | 4 février 2001, Paris |
|  | Islande                      | RF Yougoslavie                | 26             | 27                     |                             |                             |    |  |                       |                       |  |  | 4 février 2001, Paris | 4 février 2001, Paris |
|  | Islande                      | 1er février 2001, Albertville |                | 27                     |                             |                             |    |  |                       |                       |  |  | 4 février 2001, Paris | 4 février 2001, Paris |
|  | RF Yougoslavie               | 31                            |                |                        |                             |                             |    |  |                       |                       |  |  | 4 février 2001, Paris | 4 février 2001, Paris |
|  | RF Yougoslavie               | 31                            | Suède          | 25                     |                             |                             |    |  |                       |                       |  |  |                       |                       |
|  | 31 janvier 2001, Albertville |                               | Suède          | 25                     |                             |                             |    |  |                       |                       |  |  |                       |                       |
|  |                              | France                        | 28ap           |                        |                             |                             |    |  |                       |                       |  |  |                       |                       |
|  | Tunisie                      | France                        | 28ap           | 24                     |                             |                             |    |  |                       |                       |  |  |                       |                       |
|  | Tunisie                      |                               |                | 24                     |                             |                             |    |  |                       |                       |  |  |                       |                       |
|  | Allemagne                    | 26                            |                |                        |                             |                             |    |  |                       |                       |  |  |                       |                       |
|  | Allemagne                    | 26                            | Allemagne      | 23                     |                             |                             |    |  |                       |                       |  |  |                       |                       |
|  | 31 janvier 2001, Albertville |                               | Allemagne      | 23                     |                             |                             |    |  |                       |                       |  |  |                       |                       |
|  |                              | France                        | 26ap           |                        |                             |                             |    |  |                       |                       |  |  |                       |                       |
|  | France                       | France                        | 26ap           | 23                     |                             |                             |    |  |                       |                       |  |  |                       |                       |
|  | France                       | 1er février 2001, Amnéville   |                | 23                     |                             |                             |    |  |                       |                       |  |  |                       |                       |
|  | Portugal                     | 18                            |                |                        |                             |                             |    |  |                       |                       |  |  |                       |                       |
|  | Portugal                     | 18                            | France         | 24                     |                             |                             |    |  |                       |                       |  |  |                       |                       |
|  | 31 janvier 2001, Amnéville   |                               | France         | 24                     |                             |                             |    |  |                       |                       |  |  |                       |                       |
|  |                              | Égypte                        | 21             |                        |                             |                             |    |  |                       |                       |  |  |                       |                       |
|  | Algérie                      | Égypte                        | 21             | 21                     |                             |                             |    |  |                       |                       |  |  |                       |                       |
|  | Algérie                      |                               |                | 21                     |                             |                             |    |  |                       |                       |  |  |                       |                       |
|  | Égypte                       | 24                            |                | Match pour la 3e place | Match pour la 3e place      |                             |    |  |                       |                       |  |  |                       |                       |
|  | Égypte                       | 24                            | Égypte         | Match pour la 3e place | Match pour la 3e place      | 21                          |    |  |                       |                       |  |  |                       |                       |
|  | 31 janvier 2001, Amnéville   | 31 janvier 2001, Amnéville    | Égypte         | 4 février 2001, Paris  | 4 février 2001, Paris       | 21                          |    |  |                       |                       |  |  |                       |                       |
|  | 31 janvier 2001, Amnéville   | 31 janvier 2001, Amnéville    |                | 4 février 2001, Paris  | 4 février 2001, Paris       | Russie                      | 19 |  |                       |                       |  |  |                       |                       |
|  | Russie                       | 28                            | RF Yougoslavie | 27                     |                             | Russie                      | 19 |  |                       |                       |  |  |                       |                       |
|  | Russie                       | 28                            | RF Yougoslavie | 27                     |                             |                             |    |  |                       |                       |  |  |                       |                       |
|  | Corée du Sud                 | 26                            |                | Égypte                 | 17                          |                             |    |  |                       |                       |  |  |                       |                       |
|  | Corée du Sud                 | 26                            |                | Égypte                 | 17                          |                             |    |  |                       |                       |  |  |                       |                       |

### Huitièmes de finale
Parmi les résultats, la France a battu difficilement le Portugal (23-18), alors que la Russie, championne olympique en titre, a peiné pour se défaire de la Corée du Sud (28-26). La seule véritable surprise de ces huitièmes a été l'élimination de la Croatie face à l'Ukraine après deux prolongations (34-37).
| 31 janvier 2001 17h00 | France           | 23 – 18                                   | Portugal      | Halle olympique, Albertville Affluence : 5 800 Arbitrage : D. Nachevski et M. Nachevski |
| 31 janvier 2001 17h00 | Bertrand Gille 6 | (10-10)                                   | Filipe Cruz 5 | Halle olympique, Albertville Affluence : 5 800 Arbitrage : D. Nachevski et M. Nachevski |
| 31 janvier 2001 17h00 | ×3               | Handzone Le Parisien Le Monde Hand Action | ×3            | Halle olympique, Albertville Affluence : 5 800 Arbitrage : D. Nachevski et M. Nachevski |

| 31 janvier 2001 17h30 | Algérie  | 21 – 24 | Égypte | Galaxie, Amnéville |
| 31 janvier 2001 17h30 | (9 – 12) |         |        | Galaxie, Amnéville |

| 31 janvier 2001 18h00 | Croatie              | 34 – 37 (ap) | Ukraine | Palais des sports, Marseille |
| 31 janvier 2001 18h00 | (11 – 11, 29 – 29)   |              |         | Palais des sports, Marseille |
| 31 janvier 2001 18h00 | Prol. : 4 – 4, 1 – 4 |              |         | Palais des sports, Marseille |

| 31 janvier 2001 18h00 | Islande   | 27 – 31 | RF Yougoslavie | Palais des sports, Toulouse |
| 31 janvier 2001 18h00 | (10 – 15) |         |                | Palais des sports, Toulouse |

| 31 janvier 2001 19h30 | Tunisie       | 24 – 16  | Allemagne     | Halle olympique, Albertville Affluence : 5 700 Arbitrage : Josić, Rudić |
| 31 janvier 2001 19h30 | Sobhi Sioud 8 | (11-15)  | Markus Baur 5 | Halle olympique, Albertville Affluence : 5 700 Arbitrage : Josić, Rudić |
| 31 janvier 2001 19h30 | ×3            | THW Kiel | ×5            | Halle olympique, Albertville Affluence : 5 700 Arbitrage : Josić, Rudić |

| 31 janvier 2001 20h30 | Russie    | 28 – 26 | Corée du Sud | Galaxie, Amnéville |
| 31 janvier 2001 20h30 | (11 – 12) |         |              | Galaxie, Amnéville |

| 31 janvier 2001 20h30 | Suède             | 32 – 23 | Argentine           | Palais des sports, Marseille Affluence : 5 000 Arbitrage : Hussain, Haider |
| 31 janvier 2001 20h30 | Johan Petersson 8 | (18-10) | Gonzalo Viscovich 5 | Palais des sports, Marseille Affluence : 5 000 Arbitrage : Hussain, Haider |
| 31 janvier 2001 20h30 | ×2                | IHF     | ×3                  | Palais des sports, Marseille Affluence : 5 000 Arbitrage : Hussain, Haider |

| 31 janvier 2001 20h30 | Espagne     | 28 – 23 | Norvège           | Palais des sports, Toulouse Affluence : 4 500 Arbitrage : Ljudovik, Vakula |
| 31 janvier 2001 20h30 | 4 joueurs 5 | (16-11) | Christian Berge 8 | Palais des sports, Toulouse Affluence : 4 500 Arbitrage : Ljudovik, Vakula |
| 31 janvier 2001 20h30 | ×3 ×5 ×1    | IHF     | ×3 ×4 ×1          | Palais des sports, Toulouse Affluence : 4 500 Arbitrage : Ljudovik, Vakula |

### Quarts de finale
La France s'est qualifiée pour les demi-finales en battant, après prolongation, l'Allemagne (26-23). Menés à quelques secondes de la fin du match, les Français doivent leur succès à leur capitaine, Jackson Richardson, auteur du but égalisateur (22-22). L'Égypte a, elle, créé la surprise en écartant la Russie, championne olympique en titre (21-19) tandis que la Yougoslavie s'est imposée face à l'Espagne (26-24). Enfin la Suède a logiquement et nettement battu l'Ukraine (34-20).
| 1er février 2001 17h00 | France           | 26 – 23 (ap)                           | Allemagne      | Halle olympique, Albertville Affluence : 5 800 Arbitrage : Hansson et Olsson |
| 1er février 2001 17h00 | Bertrand Gille 5 | (11-8, 22-22)                          | Thomas Knorr 6 | Halle olympique, Albertville Affluence : 5 800 Arbitrage : Hansson et Olsson |
| 1er février 2001 17h00 | Prol. : 4-1      |                                        |                | Halle olympique, Albertville Affluence : 5 800 Arbitrage : Hansson et Olsson |
| 1er février 2001 17h00 | ×4               | Handzone THW Kiel Le Monde Hand Action | ×6 ×1          | Halle olympique, Albertville Affluence : 5 800 Arbitrage : Hansson et Olsson |

| 1er février 2001 20h30 | Égypte  | 21 – 19 | Russie | Galaxie, Amnéville |
| 1er février 2001 20h30 | (9 – 7) |         |        | Galaxie, Amnéville |

| 1er février 2001 20h30 | Espagne           | 24 – 26 | RF Yougoslavie  | Palais des sports, Toulouse Affluence : 4 500 Arbitrage : Jensen, Boye |
| 1er février 2001 20h30 | Masip, Garralda 6 | (10-13) | Dragan Škrbić 6 | Palais des sports, Toulouse Affluence : 4 500 Arbitrage : Jensen, Boye |
| 1er février 2001 20h30 | ×3 ×5             | IHF     | ×3 ×7           | Palais des sports, Toulouse Affluence : 4 500 Arbitrage : Jensen, Boye |

| 1er février 2001 20h30 | Suède                | 34 – 20 | Ukraine                | Palais des sports, Marseille Arbitrage : Goualo, Macau |
| 1er février 2001 20h30 | Wislander, Vranjes 7 | (14-9)  | Iouri Kostetsky (de) 6 | Palais des sports, Marseille Arbitrage : Goualo, Macau |
| 1er février 2001 20h30 | ×3 ×1                | IHF     | ×2                     | Palais des sports, Marseille Arbitrage : Goualo, Macau |

### Demi-finales
Dans la première demi-finale, le tenant du titre suédois part favori face aux Yougoslaves. Impressionnants, les coéquipiers du « joueur du siècle », Magnus Wislander, ont jusqu'alors tout renversé sur leur passage et sont en route vers un historique cinquième titre mondial après ceux de 1954, 1958, 1990 et 1999.
Après un début de match tranquille de la suède, un retour terrible des Yougoslaves a obligé les Suédois à aller dans leur derniers retranchements, pour finalement s'imposer par la plus petite des marges, Stefan Lövgren marquant son 11e but à 11 s de la fin sur une fusée déclenchée de 11 m. À noter que seulement quatre joueurs suédois ont scoré pendant la rencontre puisque les 14 autres buts ont été marqués par Ernelind (8), Wislander (4) et Vranjes (2).
| 3 février 2001 14h30 | Suède             | 25 – 24           | RF Yougoslavie       | Palais omnisports de Paris-Bercy, Paris Affluence : 13 500 Arbitrage : Nachevski et Nachevski |
| 3 février 2001 14h30 | Stefan Lövgren 11 | (14 - 9)          | Nedeljko Jovanović 6 | Palais omnisports de Paris-Bercy, Paris Affluence : 13 500 Arbitrage : Nachevski et Nachevski |
| 3 février 2001 14h30 | ×3                | IHF Handzone FFHB | ×3 ×4                | Palais omnisports de Paris-Bercy, Paris Affluence : 13 500 Arbitrage : Nachevski et Nachevski |

- Suède :
  - gardiens : Svensson (7 arrêts sur 18 tirs), Gentzel (8 arrêts sur 21 tirs dt 1/3 pen.) ;
  - buteurs : Wislander 4/5, Frändesjö 0/3, Lövgren 11/14 dt 3/3 pen., Ernelind 8/12, Andersson 0/3, Vranjes 2/5 dt 0/1 pen, Boquist 0, Sivertsson 0, Lindgren 0, Ericsson 0.
- RF Yougoslavie :
  - gardiens : Đorđić (5 arrêts sur 20 tirs dt 0/2 pen.), Šterbik (4 arrêts sur 14 tirs dt 0/1 pen.) ;
  - buteurs : Kokir 4/6, Jovanović 6/14 dt 1/1 pen., Matić 1/2 pen., Maksić 3/3, Lapčević 2/5, Milosavljević 2/3, Lisičić 4/8, Škrbić 2/3, Đurković 0, Bojinović 0.

Dans la seconde demi-finale, la France fait figure de favorite face à l'équipe surprise du mondial, l'Égypte. Premiers non-Européens à se présenter en demi-finale d'un championnat du monde, les Égyptiens font pourtant déjouer les Français. Après un bon départ (2-0 à la 3e minute sur des buts de Grégory Anquetil et Bertrand Gille), l'équipe de France peine face aux Pharaons. Richardson passe de longues minutes sur le banc à cause de douleurs à une épaule. L'attaque tricolore multiplie les pertes de balles tandis qu'en face le gardien Ibrahim et le demi-centre Zaky sont littéralement intenables : l'Égypte s'envole 5-9 (20e). Deux buts de Bertrand Gille, deux penalties (un converti par Anquetil, un stoppé par Martini) et un but de Cazal, redonnent l'espoir à la pause : 8-10.
Au retour, changement de scénario : Fernandez saute à pieds joints dans le costume du vengeur masqué. Trois buts et ça repart : 11-12 (37e). Poussés par un public de feu, les Français passent devant à la 43e, à la suite d'un 6 contre 4. Mais l'Égypte s'accroche et revient dans la course 17-16 (48e) : les frayeurs françaises sont loin d'être terminées. De 19-16 (51e), le score revient à 19-18 (53e). Les Phararons ont la balle d'égalisation mais les arbitres sifflent un passage en force. Sur le contre, Bertrand Gille obtient un penalty mais Anquetil tire sur la barre transversale... Incroyable suspense. Il reste 1 min 14 s et l'Égypte revient à un but 22-21... Bercy tremble. Le caviar d'Anquetil pour B. Gille permet aux supporters en folie de fêter leurs héros qui parviennent à s'imposer non sans mal 24 à 21 pour atteindre la finale.
| 3 février 2001 17h00 | France             | 24 – 21       | Égypte         | Palais omnisports de Paris-Bercy, Paris Affluence : 13 500 Arbitrage : Boye et Jensen |
| 3 février 2001 17h00 | Grégory Anquetil 7 | (8 - 10)      | Hussein Zaky 8 | Palais omnisports de Paris-Bercy, Paris Affluence : 13 500 Arbitrage : Boye et Jensen |
| 3 février 2001 17h00 | ×7                 | Handzone FFHB | ×8 ×2          | Palais omnisports de Paris-Bercy, Paris Affluence : 13 500 Arbitrage : Boye et Jensen |

- France :
  - gardiens : Gaudin (2 arrêts sur 12 tirs dt 0/1 pen.), Martini (6 arrêts sur 17 tirs dt 1/1) ;
  - buteurs : Fernandez 6/12 dt 0/1 pen., G. Gille 4/7, B. Gille 4/7, Anquetil 7/9 dt 3/4 pen., Golic 3/4, Richardson 1/2, Abati 0/2, dt 0/1 pen., Cazal 3/5.
- Egypte
  - gardiens : Ibrahim (14 arrêts sur 33 tirs dt 1/3 pen.), El-Nakib (0 arrêt sur 5 tirs dt 0/1 pen.) ;
  - buteurs : A. Mabrouk 0/2, Hussein 0/1, Nabil 2/2, Moemen 4/8 dt 1/2 pen., Ragab 1/2, H. Mabrouk 3/3, Belal 0/2, Zaky 8/10, El-Attar 3/7.

### Match pour la3eplace
| 4 février 2001 | Égypte               | 17 – 27  | RF Yougoslavie  | Palais omnisports de Paris-Bercy, Paris Affluence : 13 500 Arbitrage : Lemme et Ulrich |
| 4 février 2001 | A. Mabrouk, Moemen 4 | (8 - 11) | Dragan Škrbić 9 | Palais omnisports de Paris-Bercy, Paris Affluence : 13 500 Arbitrage : Lemme et Ulrich |
| 4 février 2001 | Handzone FFHB        |          |                 | Palais omnisports de Paris-Bercy, Paris Affluence : 13 500 Arbitrage : Lemme et Ulrich |

- Yougoslavie :
  - gardiens : Đorđić (3 arrêts sur 14 tirs dt 0/3 pen.), Šterbik (8 arrêts sur 14 tirs dt 0/1 pen.) ;
  - buteurs Kokir 1/3, Jovanović 6/7 dt 2/2 pen., Matić 4/5 dt 0/1 pen., Maksić 0/2, Lapčević 0/1, Milosavljević 4/7, Lisičić 3/7, Škrbić 9/11.
- Égypte :
  - gardiens : Ibrahim (3 arrêts sur 12 tirs dt 0/1 pen.), El Nakib (6 arrêts sur 24 tirs dt 1/2 pen.) ;
  - buteurs : A. Mabrouk 4/7 dt 4/4 pen., Hussein 0/3, Nabil 1/4, Moemen 4/9, Ragab 2/2, H. Mabrouk 2/5, Zaky 2/8, El Attar 2/6.
- Évolution du score : 3-1 (10e), 4-2 (15e), 4-6 (20e), 8-8 (27e), 11-8 (30e), 11-10 (33e), 14-13 (39e), 17-13 (43e), 17-15 (45e), 21-15 (49e), 25-16 (56e), 27-17 (60e).

### Finale
| 4 février 2001 17h00 | France             | 28 – 25 (ap)                               | Suède            | Palais omnisports de Paris-Bercy, Paris Affluence : 13 500 Arbitrage : Oie et Hognes |
| 4 février 2001 17h00 | Jérôme Fernandez 8 | (11-10, 22-22)                             | Stefan Lövgren 8 | Palais omnisports de Paris-Bercy, Paris Affluence : 13 500 Arbitrage : Oie et Hognes |
| 4 février 2001 17h00 | Prol. : 6-3        |                                            |                  | Palais omnisports de Paris-Bercy, Paris Affluence : 13 500 Arbitrage : Oie et Hognes |
| 4 février 2001 17h00 | ×3                 | Officielle Handzone THW Kiel FFHB Le Monde | ×3 ×2            | Palais omnisports de Paris-Bercy, Paris Affluence : 13 500 Arbitrage : Oie et Hognes |

| France                         |    |                    |                 |        |
|                                |    |                    |                 |        |
| GB                             | 12 | Bruno Martini      | 7/19 (2/2 à 7m) |        |
| GB                             | 16 | Thierry Omeyer     | 6/19 (0/2 à 7m) |        |
| ARG                            | 2  | Jérôme Fernandez   | 8/18            | 43'    |
| P                              | 3  | Didier Dinart      | 0/0             | Averti |
| DC                             | 5  | Guillaume Gille    | 0/3             | Averti |
| P                              | 6  | Bertrand Gille     | 2/2             | 19'    |
| ARG                            | 8  | Daniel Narcisse    | 2/6             |        |
| ALD                            | 9  | Grégory Anquetil   | 3/6             | 38'    |
| ALG                            | 10 | Andrej Golić       | 2/5             |        |
| DC                             | 17 | Jackson Richardson | 3/4             |        |
| ALD                            | 18 | Joël Abati         | 2/3 (1/1 à 7m)  |        |
| ARD                            | 19 | Patrick Cazal      | 6/10            |        |
| Entraîneur : Daniel Costantini |    |                    |                 |        |

Remarque : Olivier Girault, Laurent Puigségur, Stéphane Plantin et Christian Gaudin ne figuraient pas sur la feuille de match.
| France | Statistiques   | Suède |
| ------ | -------------- | ----- |
| 28/54  | Buts marqués   | 25/38 |
| 52 %   | % réussite     | 66 %  |
| 1/1    | Jets de 7m     | 2/4   |
| 3      | Cartons jaunes | 3     |
| 6 min  | Suspensions    | 4 min |
| 0      | Cartons rouges | 0     |
| 13/38  | Arrêts         | 26/54 |
| 34 %   | % d'arrêts     | 48 %  |

Légende
- G B: Gardien de but ; P : Pivot; DC : Demi-centre
- ARG/D : Arrière gauche/droit
- ALG/D : Ailier gauche/droit

| Suède                        |    |                    |                  |        |
|                              |    |                    |                  |        |
| GB                           | 1  | Tomas Svensson     | -                |        |
| GB                           | 12 | Peter Gentzel      | 26/54 (0/1 à 7m) |        |
| ARG                          | 2  | Martin Boquist     | 0/2              |        |
| DC                           | 3  | Magnus Wislander   | 4/5              | Averti |
| P                            | 4  | Thomas Sivertsson  | 0/0              |        |
| ARG                          | 5  | Ola Lindgren       | 0/0              |        |
| ALG                          | 6  | Martin Frändesjö   | 1/2              | 5'     |
| ARG                          | 9  | Stefan Lövgren     | 8/14 (2/3 à 7m)  | Averti |
| ALD                          | 10 | Jonas Ernelind     | 2/3              |        |
| ARD                          | 11 | Christian Ericsson | 2/5              | 44'    |
| DC                           | 14 | Magnus Andersson   | 5/7              | Averti |
| DC                           | 15 | Ljubomir Vranjes   | 3/8 (0/1 à 7m)   |        |
| Entraîneur : Bengt Johansson |    |                    |                  |        |

Remarque : Mathias Franzén, Johan Petersson et Mikael Pettersson ne figuraient pas sur la feuille de match.
Évolution du score
- Première mi-temps : 4-0 (7e), 6-2 (10e), 7-3 (11e), 7-5 (12e), 7-7 (16e), 9-8 (20e), 11-8 (23e), 11-10 (30e)
- Deuxième mi-temps : 12-11 (32e), 12-13 (33e), 14-15 (36e), 14-17 (42e), 17-17 (49e), 19-19 (51e), 21-21 (59e), 22-22 (60e)
- Prolongation : 23-24 (62e), 25-24 (64e), 25-25 (65e), 26-25 (67e), 27-25 (69e), 28-25 (70e).

### Matchs de classement (5 à8eplace)
|  | Demi-finales de classement | Demi-finales de classement |                        |      | Match pour la 5e place | Match pour la 5e place |
|  | Demi-finales de classement | Demi-finales de classement |                        |      | Match pour la 5e place | Match pour la 5e place |
|  |                            |                            |                        |      |                        |                        |
|  | 3 février 2001, Paris      | 3 février 2001, Paris      |                        |      | 4 février 2001, Paris  | 4 février 2001, Paris  |
|  | 3 février 2001, Paris      | 3 février 2001, Paris      |                        |      | 4 février 2001, Paris  | 4 février 2001, Paris  |
|  | Espagne                    | 24                         |                        |      | 4 février 2001, Paris  | 4 février 2001, Paris  |
|  | Espagne                    | 24                         |                        |      | 4 février 2001, Paris  | 4 février 2001, Paris  |
|  | Ukraine                    | 23                         |                        |      | 4 février 2001, Paris  | 4 février 2001, Paris  |
|  | Ukraine                    | 23                         | Espagne                | 40ap |                        |                        |
|  | 3 février 2001, Paris      |                            | Espagne                | 40ap |                        |                        |
|  |                            | Russie                     | 38                     |      |                        |                        |
|  | Russie                     | Russie                     | 38                     | 33   |                        |                        |
|  | Russie                     |                            |                        | 33   |                        |                        |
|  | Allemagne                  | 29                         |                        |      |                        |                        |
|  | Allemagne                  | 29                         | Match pour la 7e place |      |                        |                        |
|  |                            |                            |                        |      |                        |                        |
|  | 4 février 2001, Paris      |                            |                        |      |                        |                        |
|  |                            |                            |                        |      |                        |                        |
|  | Ukraine                    | 30                         |                        |      |                        |                        |
|  | Ukraine                    | 30                         |                        |      |                        |                        |
|  | Allemagne                  | 24                         |                        |      |                        |                        |
|  | Allemagne                  | 24                         |                        |      |                        |                        |

## Classement final
Le classement final de la compétition est
| Rang                      | Équipe          | MJ | V | N | D | BM  | BE  | Diff |
| ------------------------- | --------------- | -- | - | - | - | --- | --- | ---- |
| Médaille d'or, monde      | France          | 9  | 9 | 0 | 0 | 233 | 172 | 61   |
| Médaille d'argent, monde  | Suède           | 9  | 8 | 0 | 1 | 263 | 207 | 56   |
| Médaille de bronze, monde | RF Yougoslavie  | 9  | 7 | 0 | 2 | 254 | 182 | 72   |
| 4e                        | Égypte          | 9  | 5 | 1 | 3 | 207 | 206 | 1    |
|                           |                 |    |   |   |   |     |     |      |
| 5e                        | Espagne         | 9  | 7 | 0 | 2 | 276 | 215 | 61   |
| 6e                        | Russie          | 9  | 6 | 1 | 2 | 258 | 236 | 22   |
| 7e                        | Ukraine         | 9  | 5 | 0 | 4 | 244 | 231 | 13   |
| 8e                        | Allemagne       | 9  | 4 | 1 | 4 | 259 | 213 | 46   |
|                           |                 |    |   |   |   |     |     |      |
| 9e                        | Croatie         | 6  | 3 | 1 | 2 | 188 | 153 | 35   |
| 10e                       | Tunisie         | 6  | 3 | 0 | 3 | 140 | 136 | 4    |
| 11e                       | Islande         | 6  | 2 | 1 | 3 | 152 | 150 | 2    |
| 12e                       | Corée du Sud    | 6  | 3 | 0 | 3 | 171 | 160 | 11   |
| 13e                       | Algérie         | 6  | 2 | 1 | 3 | 128 | 126 | 2    |
| 14e                       | Norvège         | 6  | 2 | 1 | 3 | 139 | 155 | -16  |
| 15e                       | Argentine       | 6  | 2 | 1 | 3 | 117 | 150 | -33  |
| 16e                       | Portugal        | 6  | 2 | 0 | 4 | 140 | 145 | -5   |
|                           |                 |    |   |   |   |     |     |      |
| 17e                       | Slovénie        | 5  | 2 | 0 | 3 | 145 | 137 | 8    |
| 18e                       | Rép. tchèque    | 5  | 1 | 2 | 2 | 136 | 136 | 0    |
| 19e                       | Brésil          | 5  | 1 | 0 | 4 | 108 | 124 | -16  |
| 20e                       | Groenland       | 5  | 1 | 0 | 4 | 86  | 140 | -54  |
| 21e                       | Arabie saoudite | 5  | 0 | 0 | 5 | 92  | 134 | -42  |
| 22e                       | Maroc           | 5  | 0 | 0 | 5 | 112 | 162 | -50  |
| 23e                       | Koweït          | 5  | 0 | 0 | 5 | 76  | 145 | -69  |
| 24e                       | États-Unis      | 5  | 0 | 0 | 5 | 80  | 189 | -109 |

## Statistiques et récompenses

### Équipe-type
À l'issue du tournoi, l'équipe type a été désignée :
- Meilleur joueur : Stefan Lövgren,  Suède
- Meilleur gardien de but : David Barrufet,  Espagne
- Meilleur ailier gauche : Édouard Kokcharov,  Russie
- Meilleur arrière gauche: Stefan Lövgren,  Suède
- Meilleur demi-centre : Hussein Zaky,  Égypte
- Meilleur pivot : Bertrand Gille,  France
- Meilleur arrière droit : Yoon Kyung-shin,  Corée du Sud
- Meilleur ailier droit : Žikica Milosavljević (de),  RF Yougoslavie

### Statistiques individuelles
| Rang | Joueur                    | Nation       | Buts | Champ | 7m |
| ---- | ------------------------- | ------------ | ---- | ----- | -- |
| 1    | Édouard Kokcharov         | Russie       | 61   | 35    | 26 |
| 2    | Iouri Kostetsky (de)      | Ukraine      | 60   | 34    | 26 |
| 3    | Yoon Kyung-shin           | Corée du Sud | 55   | 45    | 10 |
| 4    | Stefan Lövgren            | Suède        | 47   | 39    | 8  |
| 5    | Magnus Wislander          | Suède        | 46   | 46    | 0  |
| 6    | Markus Baur               | Allemagne    | 43   | 16    | 27 |
| 7    | Viatcheslav Lotchman (de) | Ukraine      | 42   | 40    | 2  |
| 8    | Salim Nedjel              | Algérie      | 41   | 29    | 12 |
| 9    | Mohammed Berrajaâ         | Maroc        | 40   | 34    | 6  |
|      | Christian Berge           | Norvège      | 40   | 15    | 25 |

| Rang | Joueur                | Nation          | %      |
| ---- | --------------------- | --------------- | ------ |
| 1    | Arpad Šterbik         | RF Yougoslavie  | 45,5 % |
| 2    | Peter Gentzel         | Suède           | 37,1 % |
| 3    | David Barrufet        | Espagne         | 36,1 % |
| 4    | Pavel Soukossian      | Russie          | 34,4 % |
| 5    | Cristian Canzoniero   | Argentine       | 34,2 % |
| 6    | Evgueni Budko (de)    | Ukraine         | 32,5 % |
| 7    | Christian Ramota (de) | Allemagne       | 32,1 % |
| 8    | Beno Lapajne          | Slovénie        | 31,6 % |
| 9    | Andreï Lavrov         | Russie          | 31,4 % |
| 10   | Manaf Alsaeed         | Arabie saoudite | 30,2 % |

| Rang | Joueur                | Nation         | MJ | Suspension | Carton rouge |
| ---- | --------------------- | -------------- | -- | ---------- | ------------ |
| 1    | Andriy Natalyuk       | Ukraine        | 9  | 26         | 1            |
| 2    | Mark Dragunski        | Allemagne      | 9  | 22         | 2            |
| 3    | S. Hussein            | Égypte         | 9  | 18         | 1            |
| 4    | Frank von Behren (de) | Allemagne      | 8  | 18         | 1            |
| 5    | Preben Vildalen       | Norvège        | 6  | 18         | 1            |
| 6    | Marwan Ragab          | Égypte         | 9  | 14         | 1            |
| 7    | Joël Abati            | France         | 8  | 14         | 0            |
| 7    | Steffen Stiebler (de) | Allemagne      | 8  | 14         | 0            |
| 7    | Yurij Petrenko        | Ukraine        | 8  | 14         | 0            |
| 10   | Dalibor Durkovic      | RF Yougoslavie | 7  | 14         | 0            |

## Effectif des équipes sur le podium

### Champion du monde:France
L'effectif de l'équipe de France, championne du monde, est,, :
- Christian Gaudin (GDB)  ( SC Magdebourg, 33 ans, 1,96 m, 94 kg, 220 sél.)
- Bruno Martini (GDB)  ( Montpellier Handball, 30 ans, 1,97 m, 95 kg, 144 sél.)
- Thierry Omeyer (GDB)  ( Montpellier Handball, 24 ans, 1,91 m, 92 kg, 16 sél.)
- Jérôme Fernandez ( Montpellier Handball, 23 ans, 1,98 m, 99 kg, 74 sél., 322 buts)
- Didier Dinart ( Montpellier Handball, 23 ans, 1,97 m, 104 kg, 85 sél., 44 buts)
- Guillaume Gille ( SO Chambéry, 24 ans, 1,92 m, 97 kg, 89 sél., 269 buts)
- Bertrand Gille ( SO Chambéry, 22 ans, 1,87 m, 98 kg, 62 sél., 169 buts)
- Daniel Narcisse ( SO Chambéry, 21 ans, 1,89 m, 90 kg, 7 sél., 9 buts)
- Grégory Anquetil ( Montpellier Handball, 29 ans, 1,78 m, 78 kg, 85 sél., 209 buts)
- Andrej Golić ( Montpellier Handball, 26 ans, 1,82 m, 79 kg, 79 sél., 212 buts)
- Olivier Girault ( PSG-Asnières, 27 ans, 1,83 m, 83 kg, 65 sél., 116 buts)
- Laurent Puigségur ( Montpellier Handball, 28 ans, 1,84 m, 92 kg, 42 sél., 49 buts)
- Jackson Richardson ( PSA Pampelune, 31 ans, 1,86 m, 86 kg, 315 sél. 635 buts)
- Joël Abati ( SC Magdebourg, 30 ans, 1,90 m, 85 kg, 25 sél, 46 buts)
- Patrick Cazal ( CD Bidasoa Irun, 29 ans, 1,86 m, 92 kg, 95 sél., 257 buts)
- Stéphane Plantin ( Sporting Toulouse 31, 29 ans, 1, 82 m, 70 kg, 25 sél., 57 buts)

Entraineur : Daniel Costantini
Remarque : les données sur les joueurs sont celles en début de compétition, pas à l'issue de celle-ci.

### Médaille d'argent:Suède
L'effectif de l'équipe de Suède, vice-championne du monde, est, :
- Tomas Svensson (GDB) (32 ans,  FC Barcelone)
- Peter Gentzel (GDB) (32 ans,  BM Granollers)
- Martin Boquist (23 ans,  Redbergslids IK)
- Ola Lindgren (36 ans,  HSG Nordhorn)
- Stefan Lövgren (30 ans,  THW Kiel)
- Magnus Wislander (36 ans,  THW Kiel)
- Thomas Sivertsson ( BM Granollers)
- Martin Frändesjö (29 ans,  Montpellier HB)
- Mathias Franzén (25 ans,  Redbergslids IK)
- Johan Petersson (27 ans,  HSG Nordhorn)
- Magnus Andersson (34 ans,  HK Drott)
- Ljubomir Vranjes (27 ans,  BM Granollers)
- Jonas Ernelind (24 ans,  THW Kiel)
- Christian Ericsson (27 ans,  TSV Bayer Dormagen)
- Mikael Pettersson (24 ans,  IK Sävehof)

Entraineur : Bengt Johansson
Remarques :
- les données sur les joueurs sont celles en début de compétition, pas à l'issue de celle-ci.
- Staffan Olsson n'a pas souhaité participer à la compétition[22].

### Médaille de bronze:RF Yougoslavie
L'effectif de l'équipe de la République fédérale de Yougoslavie, médaillée de bronze, est, :
- Arpad Šterbik (GDB) ( RK Jugović, 21 ans, 1,99 m, 110 kg, 24 sélections)
- Nenad Puljezević (GDB) ( Lovćen Cetinje, 29 ans, 1,98 m, 113 kg, 80 sélections)
- Zoran Đorđić[25] (GDB) ( SG Wallau-Massenheim, 34 ans, 1,86 m, ? kg, ? sélections)
- Vladan Matić ( RK Partizan Belgrade, 30 ans, 1,81 m, 78 kg, 69 sélections)
- Petar Kapisoda ( Lovćen Cetinje, 24 ans, 1,88 m, 80 kg, 53 sélections)
- Nenad Maksić ( RK Slovenj Gradec, 29 ans, 1,78 m, 90 kg, 55 sélections)
- Žikica Milosavljević ( Prule 67 Ljubljana, 29 ans, 1,80 m, 78 kg, 80 sélections)
- Dragan Škrbić ( HSG Nordhorn, 30 ans, 1,90 m, 98 kg, 162 sélections)
- Ratko Đurković ( Lovćen Cetinje, 23 ans, 1,90 m, 101 kg, 27 sélections)
- Ivan Lapčević  RK Železničar Niš, 22 ans, 2,01 m, 103 kg, 84 sélections)
- Mladen Bojinović ( CD Bidasoa Irun, 24 ans, 2,02 m, 104 kg, 15 sélections)
- Branko Kokir ( SG Willstätt/Schutterwald, 26 ans, 1,93 m, 94 kg, 72 sélections)
- Nedeljko Jovanović ( VfL Hameln, 30 ans, 1,93 m, 98 kg, 140 sélections)
- Nebojša Golić ( RK Sintelon, 24 ans, 1,83 m, 83 kg, 45 sélections)
- Goran Đukanović ( Lovćen Cetinje, 24 ans, 2,01 m, 101 kg, 32 sélections)
- Blažo Lisičić ( GWD Minden, 28 ans, 2,02 m, 103 kg, 42 sélections)

Entraineur : Branislav Pokrajac
Remarque : les données sur les joueurs sont celles en début de compétition, pas à l'issue de celle-ci.